# چن شیائوجون
چن شیائوجون (انگلیسی: Chen Xiaojun؛ زادهٔ ۳ اوت ۱۹۹۲) شناگر موزون اهل چین است.